# Garmt Stuiveling

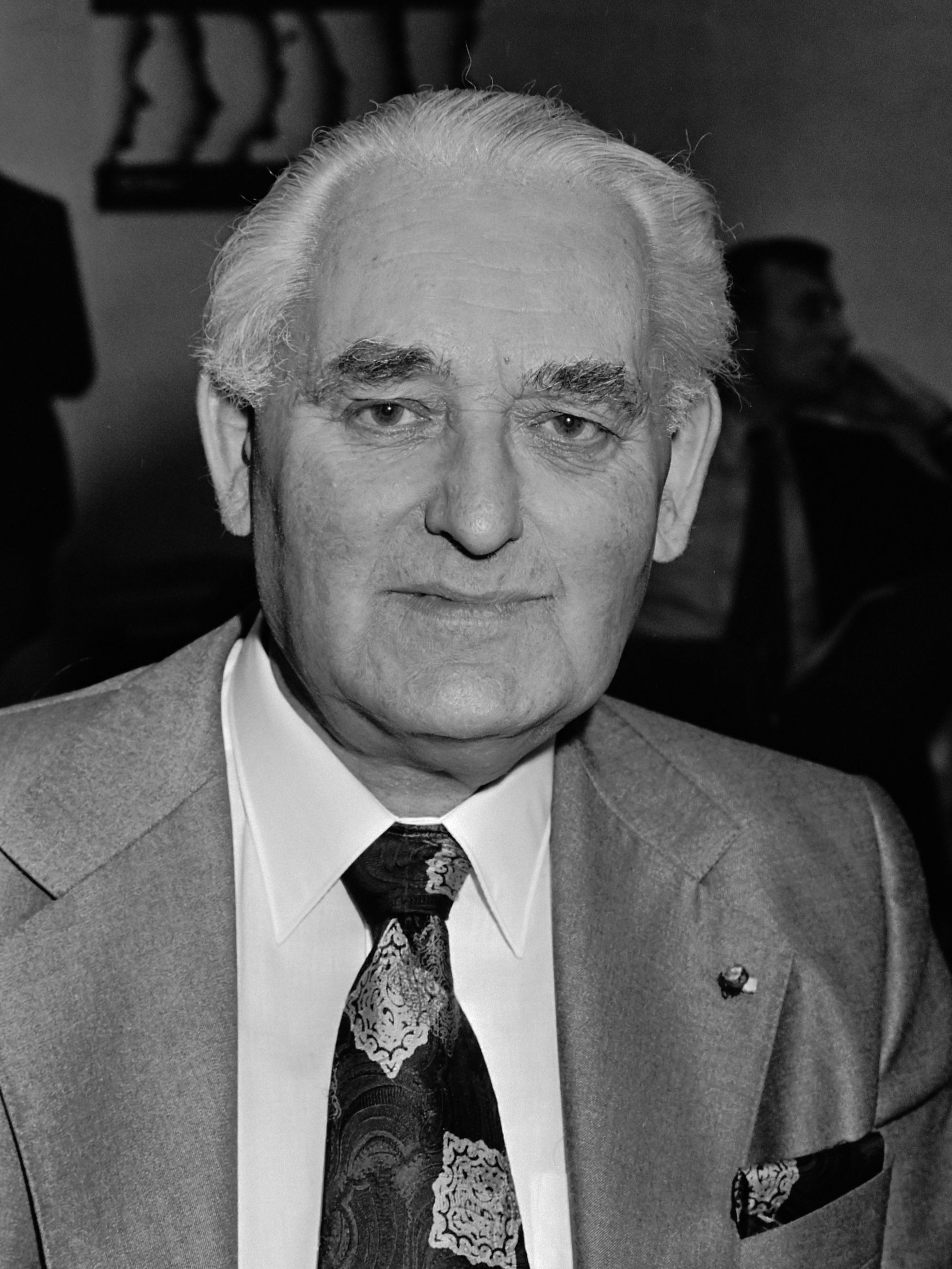
Garmt Stuiveling (1980)

Garmt Stuiveling (Stroobos, 21 december 1907 – Hilversum, 11 mei 1985) was een Nederlands dichter en literator. Hij publiceerde voor de Tweede Wereldoorlog in onder meer het literair tijdschrift Forum.

## Biografie
Zijn eerste dichtbundel verscheen in 1931, Elementen, waarin natuurlyriek en socialisme elkaar afwisselden. Ook in verschillende revolutionaire en socialistische bloemlezingen verschenen artikelen en gedichten van zijn hand, zoals in Tijdsignalen (samengesteld door Henriette Roland Holst, 1929), De student voor den vrede (1931) en Het roode lied van heden (1932).
Zijn bekendheid verkreeg hij vooral als wetenschapper en door zijn rol in het maatschappelijk leven. 
Omstreeks de zomer van het jaar 1945 namen enkele Multatuli-bewonderaars, onder wie Garmt Stuiveling en Hans de Leeuwe, het besluit de vereniging Het Multatuli-Museum te reorganiseren en op een algemene vergadering, die enkele maanden later onder het voorzitterschap van Stuiveling gehouden werd, werd besloten de naam van de vereniging te veranderen in het Multatuli-Genootschap. Daarna bleef Garmt nog vele jaren als voorzitter actief. In 1948 verzorgde hij de "Nulde Druk" van de Max Havelaar de eerste uitgaaf geheel gebaseerd op het handschrift.
In 1950 werd hij aan de Amsterdamse Gemeente Universiteit (nu Universiteit van Amsterdam) hoogleraar voor de nieuwe richting Taalbeheersing. In 1956 werd hij bovendien hoogleraar Nederlandse letterkunde. Hij bezorgde onder meer de (tot nu toe) definitieve tekst van de Volledige Werken van Multatuli (deel 1-17).
Maatschappelijk gezien vervulde hij een grote rol in de sociaaldemocratische beweging; hij was pacifist, geheelonthouder en al voor de oorlog lid van de SDAP. Hij had een vooraanstaande positie in tal van organisaties, instellingen en verenigingen. In 1953 nam hij (met Kees Lekkerkerker, Piet Meertens en Jac. van Hattum) zitting in de raad van advies van de non-commerciële Literaire Uitgeverij De Beuk van Wim Simons, Johan Polak en Frits Knuf. Na zijn emeritaat was hij voorzitter van meer dan 25 instellingen.

## Persoonlijk
In 1935 trouwde hij met de schrijfster Mathilde van Vierssen Trip (1907-2010). Zij schreef onder het pseudoniem Merijn Trip. Zij kregen een zoon en drie dochters. Hun dochter Saskia Stuiveling was staatssecretaris in het Kabinet-Van Agt II en president van de Algemene Rekenkamer.

## Werken
- Een nieuwe jeugd, een nieuwe wereld (1928)[3]
- Het vraagstuk van de vrede (1929)
- De studenten en het militaire vraagstuk (1931)
- Elementen (1931) (poëzie)[4]
- Verzen van nu (1933) (poëzie) herdrukt in Elementen, 1949[5]
- Versbouw en ritme in de tijd van '80 (dissertatie, 1934)
- De Nieuwe Gids als geestelijk brandpunt (1935)
- Erasmus Spel van het Humanisme (1936) (poëzie)
- Wegen der poëzie. Beknopte beschouwingen over de Nederlandsche dichtkunst sinds de oorlog (1936)
- Bij Vondels feest (1937)
- De briefwisseling Vosmaer - Perk (1938)
- De Briefwisseling Vosmaer - Kloos (1939)
- Tegen de stroom, (1939) (poëzie)
- Een dichter verliefd, (1939)
- Brieven van Simon Gorter (1940)
- Historische schets van de Nederlandse letterkunde voor schoolgebruik en hoofdakte-studie (1e druk 1908, samengesteld door C.G.N. de Vooys. Vanaf de 16e druk (1939) onder redactie van Stuiveling. De 32ste en laatste druk verscheen in 1980)
- Jacques Perk, Mathildekrans naar de handschriften (1941)
- Rekenschap, twaalf essays, (1941) (tweede druk: 1947)
- Bij Nederlands Bevrijding, (1945)
- Bij Nederlands bevrijding (G.W. Breughel, 's-Graveland, 1945). Met houtsnede van Jan Th. Giesen, 16 blz. De Jong 791, gebruikte letter: Lutetia, oplage: 900 gesigneerde exx, op geschept Hollands papier, 4000 gewone exxemplaren.[6] (poëzie)
  - Bij Nederlands bevrijding, Rijmprent, (poëzie)[7]
- Herman Gorters Kenteringssonetten, (1946)
- Het nieuwe Geuzenlied, een symposion, uitgave: A.A.M. Stols (1946)
- Arthur van Schendel, Vijftien verhalen (1948), 2e druk 1950.
- Een eeuw Nederlandse letteren (1941, 5e druk 1982)
- Wordend kristal. Kwatrijnen (1945) (poëzie) vermeerderde herdruk: 1946
- Herman Gorters kenteringssonnetten (1946)
- Onvoltooid verslag (1949)
- Steekproeven (1950)
- Triptiek. Essays (1952)
- Multatuli en de welsprekendheid, rede gehouden bij de aanvaarding van het ambt van buitengewoon hoogleraar in de taalbeheersing, aan de Universiteit van Amsterdam, op 19 mei 1952, J.B. Wolters, Groningen, Djakarta, 1952
- (met Jan Hulsker) 1905-1955. Van jaar tot jaar, van boek tot boek. Hoogtepunten uit vijftig jaar Nederlandse letterkunde (1956)
- Alfred Nobel en de Nobelprijzen (1957)
- Ego en echo (1957)
- Het korte leven van Jacques Perk. Een biografie (1957)
- Uren zuid. Drie dozijn ontmoetingen over de grens (1960)
- Willem Elsschot (1960)
- Moderne welsprekendheid. Handboek voor mondelinge taalbheersing (1961) (met Maximilian Weller)
- De muze en Europa (1963)
- De wording van Perks "Iris" (1963)
- Dit is Hilversum (1964)
- Eeuwig gaat voor ogenblik (1965)
- Esopet. Facsimile-uitgave, ingeleid en toegelicht (1966, 2 delen)
- Eindstand (1967) (bloemlezing)
- Vakwerk. Twaalf studies in literatuur (1967)
- Willens en wetens. Twaalf essays (1967)
- Memoriaal van Bredero. Documentaire van een dichterleven (1970) (samensteller)
- Literaire gids van België, Nederland en luxemburg (1972) (met Roger Bodart en Marc Galle)
- Gerbrand Adriaensz. Bredero, Amsterdammer, Tjeenk Willink/Noorduijn, 1975,
- Dichters van vroeger. Een bloemlezing uit acht eeuwen Nederlandse poëzie (1977)
- Henriëtte Roland Holst (1977) (samensteller)
- Acht over Gorter. Een reeks beschouwingen over poëzie en politiek (1978) (samensteller)
- Bredero's Groot Lied-boeck (1983)